# Lê Long Kính
Lê Long Kính (chữ Hán: 黎龍鏡, ?-1005) là một hoàng tử của nhà Tiền Lê trong lịch sử Việt Nam. Ông là con trai thứ 9 của Vua Lê Đại Hành. Sinh tại kinh đô Hoa Lư, Ninh Bình, Việt Nam. Ông được vua phong tước Trung Quốc Vương(中國王) năm 993, đóng tại Càn Đà, tức vùng đất thuộc tỉnh Hưng Yên ngày nay. Ông bị Lê Long Đĩnh giết năm 1005 do chống đối người anh thứ 5 này lên ngôi. Căn cứ vào năm sinh người con trai thứ ba của vua Lê Đại Hành (986) và năm phong vương thì năm sinh của ông nằm trong khoảng từ 986 đến 993.

## Cuộc chiến huynh đệ
Vua Lê Đại Hành có hơn 10 hoàng tử, sau khi con trưởng là thái tử Lê Long Thâu mất, con trai thứ 3 là Lê Long Việt được lập làm Thái tử. Giữa năm 1005, Lê Đại Hành mất, các hoàng tử tranh ngôi, đánh nhau 8 tháng, trong nước không có chủ. Tranh chấp chính xảy ra giữa thái tử Lê Long Việt và hoàng tử thứ hai Lê Ngân Tích là người lớn nhất trong số các anh em còn lại. Tháng 10 năm 1005, Lê Ngân Tích thua chạy đến châu Thạch Hà (Hà Tĩnh) thì bị người bản địa giết chết. Lê Long Việt lên ngôi làm vua, tức là Lê Trung Tông. Được 3 ngày, Trung Tông bị em cùng mẹ là Lê Long Đĩnh sai người trèo tường lẻn vào cung hãm hại, thọ 22 tuổi.
Năm 1005, Lê Long Đĩnh lên ngôi, một số anh em không phục, còn nổi loạn. Nhà vua tự cầm quân đi đánh Ngự Bắc vương Lê Long Cân và Trung Quốc vương Lê Long Kính, dẹp yên được cả. Bấy giờ nhà vua đã lên ngôi, Long Cân và Long Kính giữ Phù Lan và Càn Đà để chống lại. Nhà vua thân đi đánh: hai vương ấy đóng chặt thành cố thủ. Vây đến vài tháng, trong thành cạn lương; Long Ngận bắt Long Kính đem dâng nộp. Nhà vua sai chém Long Kính và tha tội cho Long Ngận. Nhân tiện, đem quân đi đánh Ngự Man vương Lê Long Đinh ở Phong Châu; Long Đinh phải đầu hàng. Từ đó các vương đều chịu phục cả. Từ đấy về sau các Vương và giặc cướp đều hàng phục.

## Đền thờ
Đền thờ Trung Quốc Vương Lê Long Kính được người Việt xây dựng tại phường Hồng Nam thành phố Hưng Yên.
Trung Quốc Vương Lê Long Kính cũng được phối thờ cùng 2 vị thần thánh Linh Lang, Cao Sơn tại đình Nễ Châu, thuộc thôn Nễ Châu, xã Hồng Nam, thành phố Hưng Yên.
Đền thờ Trung Quốc Vương tại xã Phương Chiểu, huyện Phù Tiên, nay là huyện Tiên Lữ, tỉnh Hưng Yên nằm trên vị trí hoàng tử được ban thực ấp ở Càn Đà (tức xã Phương Chiểu sau này). Sau khi ông mất, được dân xã dựng đền thờ.

## Gia đình
- Cha: 
  - Lê Đại Hành
- Anh em: 
  - Lê Long Thâu
  - Lê Long Tích
  - Lê Long Việt
  - Lê Long Đinh
  - Lê Long Đĩnh
  - Lê Long Cân
  - Lê Long Tung
  - Lê Long Tương
  - Lê Long Mang
  - Lê Long Đề